# Thane
Thane là một thành phố và là nơi đặt hội đồng thành phố (municipal corporation) của quận Thane thuộc bang Maharashtra, Ấn Độ.

## Địa lý
Thane có vị trí 19°12′B 72°58′Đ / 19,2°B 72,97°Đ Nó có độ cao trung bình là 9 mét (29 feet).

## Nhân khẩu
Theo điều tra dân số năm 2001 của Ấn Độ, Thane có dân số 1.261.517 người. Phái nam chiếm 53% tổng số dân và phái nữ chiếm 47%. Thane có tỷ lệ 78% biết đọc biết viết, cao hơn tỷ lệ trung bình toàn quốc là 59,5%: tỷ lệ cho phái nam là 82%, và tỷ lệ cho phái nữ là 73%. Tại Thane, 12% dân số nhỏ hơn 6 tuổi.